# Дефлација
Дефлација је смањење трошкова живота и уопште нивоа цена у једној економији. Дефлација је појава супротна инфлацији, а означава пад општег нивоа цена. Дефлацијска политика владе означава њену интервенцију у случају да укупна понуда надмашује потражњу те се експанзивном кредитно-монетарном и фискалном политиком утиче на повећање потражње и потрошње. Дефлација одговара власницима новца чија имовина постаје све вреднија, али истовремено смањује потрошњу, што доводи до пораста незапослености и привредних криза. Кад до пада цена дође због пораста продуктивности развојем технике, технологије и организације, или због смањења пореза, то смањење је позитивно за развој привреде и раст запослености. У свим осталим случајевима пад цена доводи до пропасти појединих привредних грана, а ако дефлација дуже траје долази до тешких привредних криза, стагнације и привредне депресије. 
Дефлација се јавља кад инфлациона стопа падне испод 0% (негативна инфлациона стопа). Инфлација редукује вредност валуте током времена, док је дефлација повећава. Ово омогућава да се купи више роба и услуга него раније са истом количином валуте. Дефлација се разликује од дезинфлације, успоравања стопе инфлације, тј. када инфлација опадне на нижу стопу, али је и даље позитивна. Економисти генерално верују да је дефлација проблем у модерној економији, јер повећава реалну вредност дуга, посебно ако је дефлација неочекивана. Дефлација може такође да погорша рецесију и да доведе до дефлаторне спирале.
Неки економисти тврде да су продужени периоди дефлације повезани са основом технолошког напретка у привреди, јер како се продуктивност повећава (TFP), цена робе се смањује.
Дефлација се обично дешава када је понуда велика (када се јавља вишак производње), када је потражња ниска (када се потрошња смањује), или када се понуда новца смањује (понекад као одговор на контракцију насталу непажљивим улагањем или кредитном кризом) или због нето одлива капитала из привреде. То може настати и због превелике конкуренције и премале концентрације тржишта.

## Узроци и кореспондирајуће врсте
У моделу ИС–ЛМ (равнотежа инвестиција и штедње – преференција ликвидности и равнотежни модел понуде новца), дефлација је узрокована померањем криве понуде и тражње за робом и услугама. Ово заузврат може бити узроковано повећањем понуде, падом потражње или обоје.
Када цене падају, потрошачи имају подстицај да одлажу куповину и потрошњу док цене даље не падну, што заузврат смањује укупну економску активност. Када се куповине одлажу, производни капацитети не раде, а инвестиције опадају, што доводи до даљег смањења агрегатне тражње. Ово је дефлациона спирала. Начин да се ово брзо преокрене био би увођење економских подстицаја. Влада би могла повећати продуктивну потрошњу на ствари попут инфраструктуре или би централна банка могла почети да шири понуду новца.
Дефлација је такође повезана са аверзијом према ризику, где ће инвеститори и купци почети да гомилају новац јер његова вредност сада расте током времена. Ово може произвести замку ликвидности или може довести до несташица које подстичу инвестиције које доносе више радних места и производњу робе. Централна банка не може, нормално, да наплаћује негативну камату за новац, а чак и наплата нулте камате често производи мање стимулативни ефекат од нешто виших каматних стопа. У затвореној економији, то је зато што наплата нулте камате такође значи нула приноса на државне хартије од вредности, или чак негативан принос на кратка доспећа. У отвореној економији то ствара кери трговину и девалвира валуту. Девалвирана валута производи више цене за увоз без нужног стимулисања извоза у истом степену.
Дефлација је природно стање привреда када је понуда новца фиксна, или не расте тако брзо као становништво и привреда. Када се то догоди, расположиви износ чврсте валуте по особи опада, што заправо чини новац оскуднијим, а самим тим повећава се куповна моћ сваке јединице валуте. Дефлација се такође дешава када побољшања ефикасности производње смање укупну цену робе. Конкуренција на тржишту често подстиче те произвођаче да примене барем део ових уштеда у смањењу тражене цене за своју робу. Када се то деси, потрошачи плаћају мање за ту робу, а самим тим се јавља дефлација, пошто је куповна моћ повећана.
Растућа продуктивност и смањени трошкови транспорта створили су структурну дефлацију током ере убрзане продуктивности од 1870–1900, али је постојала блага инфлација око деценију пре успостављања Федералних резерви 1913. године. Током Првог светског рата било је инфлације, али се дефлација поново вратила после рата и током депресије 1930-их. Већина нација је напустила златни стандард 1930-их, тако да има мање разлога да се очекује дефлација, осим колапса шпекулативних класа имовине, у оквиру фијат монетарног система са ниским растом продуктивности.

## Историјски преглед
Дефлација је била честа док је новац имао златну подлогу. Почетком индустријске револуције и легализацијом слободног деловања развојних механизама, тј. тржишног механизма селекције и механизама за удруживање идеја и средстава дошло је до наглог пораста продуктивности и производње. Већа производња довела је до наглог повећања количине роба на тржишту. Производња злата није могла пратити тај темпо раста па је злато вађено из трезора да би се количина новца изједначила с количином роба тј. да би цене остале стабилне. У тренутку кад су залихе злата тј. новца пресушиле долазило је до помањкања новца и смањења цена. Последица тога је била: гомилање робе на складишту, немогућност продаје, смањење производње, отпуштање радника, настојање да се све вредности претворе у злато, и гомилање злата у трезорима.
У дефлацијским кризама одвијао се брзи процес повећања залиха злата на складиштима, тј. злата (новца) је на тржишту било премало, а у трезорима превише. Резултат тог складиштења злата је пад цена већине роба, те је након неког времена долазило до стабилизације цена роба на знатно нижем нивоу. Чим су се залихе роба смањиле, а залихе злата повећале, долазило је до опоравка привреде и новог развојног циклуса. Овакве цикличне промене привредног развоја и криза биле су редовне у свим  земљама где је постојао брз развој продуктивности и производње. Раздобља пуњења и пражњења златних трезора престала су онда кад су државе укинуле златно важење новца, и кад су почеле да користе новац као регулатор цена. Увођењем номиналне вредности новца дефлацијске кризе постале су реткост, али су зато инфлацијске кризе постале честе, било због превелике потрошње, било због уласка државе у валутни рат са другим државама, како би повећали домаћу конкурентност. Дефлацијска криза може настати и због финансијске агресије од стране других држава, а монетарне власти се не усуде или не желе да уђу у валутни рат против такве агресије. Кад политичари прихвате да новац у привредном систему има улогу сличну улози уља у мотору аутомобила, врло лако се могу изградити механизми који ефикасно контролишу његову количину на тржишту. 

## Притајена дефлација
Кад у држави правни систем не функционише, обавезе се не плаћају, стечајни поступак је спор, и неефикасан закон о задржавању и хипотеци штити дужнике, може се догодити да су цене номинално стабилне, а на тржишту нагло расте ликвидност. Тада долази до стварања два паралелна тржишта, новчано тржиште и компензацијско тржиште. Предузећа, да не би морала да смањују производњу и да отпуштају раднике, продају и онима за које знају да неће моћи да плате у новцу, већ само у некаквој другој роби. У привреди долази до појаве да свако сваком нешто дугује, сви међусобно пребијају своја потраживања, а новцем се плаћа само порез и бар део плате. Овакво стање може функционисати док већина предузећа која послују са добитком, могу да осигурају новац за порез и плату. Кад и најбоља подузећа дођу у блокаду жирорачуна овакав систем се распада, предузећа престају да продају онима који не плаћају, смањују производњу те отпуштају вишак радника. Резултат је нагла дефлација и рецесија. 
Монетарне власти у оваквим ситуацијама често не знају како да исправно реагују, најчешће зато што институције које статистички прате кретање цена, дају криву слику стања у привреди. У прикривеним дефлацијским кризама обично расту монополске цене (због жеље монополиста да надокнаде губитке ненаплативих и отписаних потраживања), и цене основних животних потрепштина (Гифeнов парадокс - због немогућности становништва да купује супституте вишег квалитета), а истовремено падају цене некретнина, пољопривредних сировина и производа, индустријских сировина и производа, деоница и сл. Због раста цена основних прехрамбених производа, монетарне власти виде инфлацију па воде антиинфлацијску политику, чиме кризу само појачавају. Да би се то спречило, цене би требало посебно пратити по категоријама:
- 1. основни прехрамбени производи,
- 2. монополски производи и услуге,
- 3. увозни производи и услуге које домаћи произвођачи не могу да испоруче у довољним количинама,
- 4. остале врсте роба (производи, услуге, некретнине, деонице и сл.).

Чим цене осталих врста роба почну да падају емисијска банка би морала из примарне емисије да повећа количину новца (кредита) у секторима где цене падају. Истовремено би институције робних резерви требало да повећају наруџбине роба којима цене падају, а на складиштима да смање количине оних роба којима цене расту. 